# グリンダ・チャーダ
グリンダル・チャッダー OBE（Gurinder Chadha OBE、1960年1月10日 - ）は、イギリスの映画監督。

## 来歴

### 私生活
ケニヤ・ナイロビにて、インド人両親の間に生まれ、ロンドンのインド人街であるサウスオールで育つ。
日系アメリカ人の映画プロデューサーであるポール・マエダ・バージェスと結婚。2007年6月には双子（ロナク、クミコ）を出産。

### キャリア
BBCラジオのレポーターであったが、BBCでドキュメンタリーを制作するようになる。その後、商業映画を手がけるようになり、サッカー選手にあこがれる少女を描いた『ベッカムに恋して』やアイシュワリヤー・ラーイ・バッチャン主演の『Bride & Prejudice』（『高慢と偏見』のインド版リメイク）などで高い評価を得る。
2006年にはこれまでの功績が称えられ、イギリス王室から大英帝国勲章（OBE）を授与された。2007年には人気テレビシリーズ『ダラス』の映画化を手がける予定であったが、企画から降りた模様。

## 主な監督作品
- ベッカムに恋して Bend It Like Beckham (2002)
- パリ、ジュテーム Paris, je t'aime (2006)
- ジョージアの日記/ゆーうつでキラキラな毎日 Angus, Thongs and Perfect Snogging (2008)
- 英国総督 最後の家 Viceroy's House (2017)
- カセットテープ・ダイアリーズ Blinded by the Light (2019) 兼製作・脚本